# جيفري كيت
جيفري كيت (بالهولندية: Jeffrey Ket)‏ (6 أبريل 1993 بهوفدوروب في هولندا - ) هو لاعب كرة قدم هولندي في مركز الدفاع. لعب مع إي زد ألكمار ونادي دوردريخت ونادي تلستار ‏ وتوب أوس.

## روابط خارجية
- جيفري كيت على موقع قاعدة بيانات كرة القدم.إي يو (الإنجليزية)
- جيفري كيت على موقع Soccerway.com (الإنجليزية)